# وسینگتون اسپرینگز (داکوتای جنوبی)
وسینگتون اسپرینگز(به انگلیسی: Wessington Springs) شهری در ایالت داکوتای جنوبی کشور ایالات متحده آمریکا است که جمعیت آن در سرشماری سال ۲۰۱۰ میلادی، ۹۵۶ نفر بوده‌است.